# Des Jésuites
Le quartier des Jésuites est un des 35 quartiers de la ville de Québec, et un des six qui sont situés dans l'arrondissement de Charlesbourg. Il tire son nom des Jésuites, premiers propriétaires de la seigneurie de Notre-Dame-des-Anges où se situe l'arrondissement, et en particulier de l'édifice historique appelé moulin des Jésuites, construit vers 1740, qui est situé dans le quartier.
L'adoption officielle du nom du quartier a été faite peu après l'élection du premier conseil du quartier le 19 février 2008.

## Portrait du quartier
Le quartier comprend toute la partie de l'arrondissement située entre le boulevard Henri-Bourassa et le boulevard du
Loiret, au sud du boulevard Jean-Talon. C'est un quartier presque entièrement résidentiel, avec quelques secteurs institutionnels et commerciaux.

### Artères principales
- Boulevard Henri-Bourassa
- Boulevard Louis-XIV (route 369)
- Autoroute Félix-Leclerc (autoroute 40)
- Boulevard du Loiret

### Parcs, espaces verts et loisirs
- Patro de Charlesbourg
- Arpidrome
  - Complexe sportif comprenant aréna, piscine intérieure et gymnases, attenant à l'École polyvalente de Charlesbourg. Le nom est une contraction de « aréna », « piscine » et du suffixe « -drome ».
- Parc Saint-Jérôme de l'Auvergne
- Parc Guillaume-Mathieu
- Parc Terrasse Bon-Air

### Édifices religieux

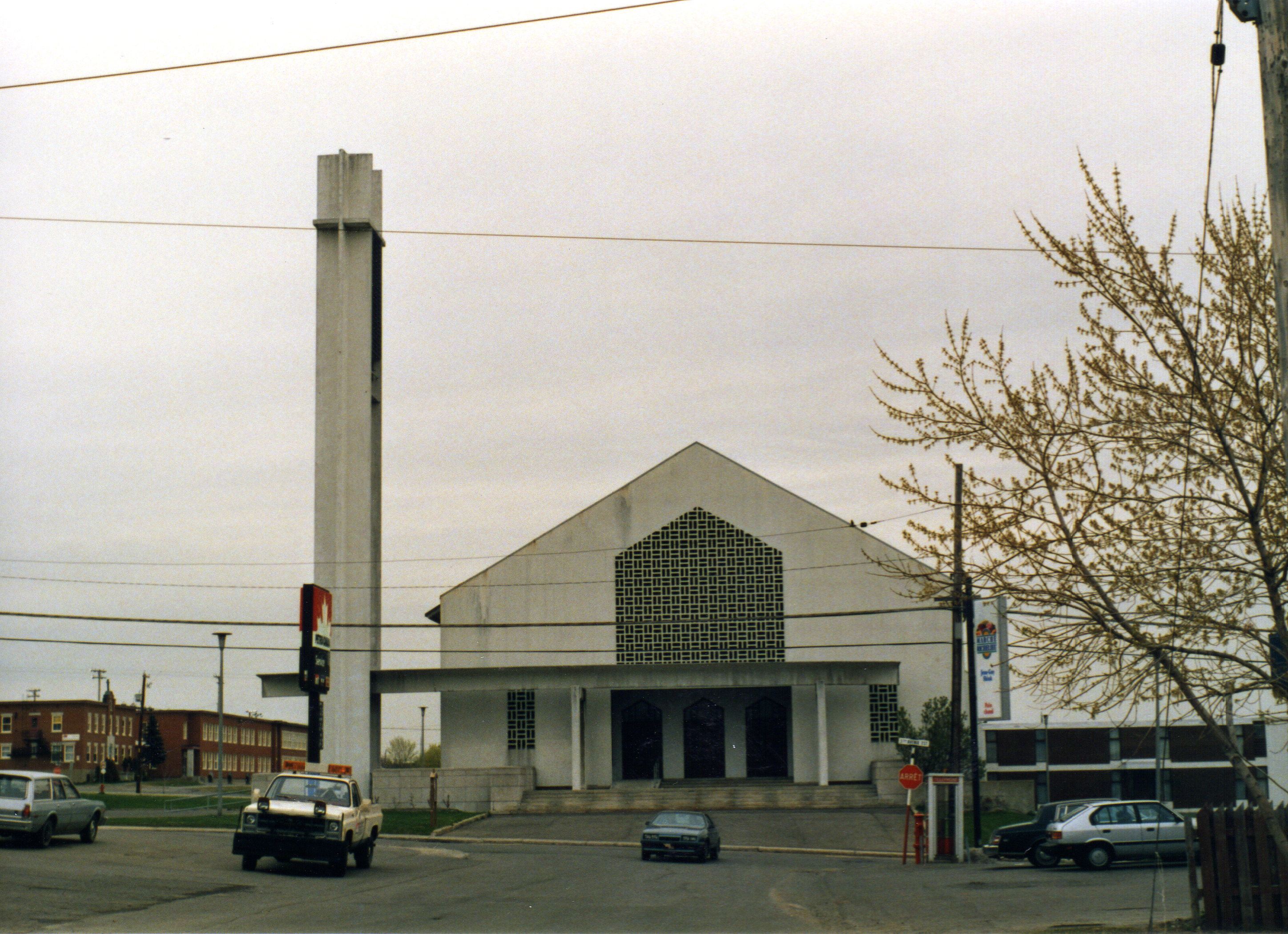
L'église Saint-Jérôme

- Église Saint-Jérôme[3] (1960, complétée 1967)
- Couvent Sainte-Marie-des-Anges
- Salle du royaume des Témoins de Jéhovah

### Musées, théâtres et lieux d'expositions
- Moulin des Jésuites

### Commerces et entreprises
- Centre commercial Carrefour Charlesbourg

### Lieux d'enseignement
- Cégep Limoilou, campus de Charlesbourg
- Commission scolaire des Premières-Seigneuries:
  - École polyvalente de Charlesbourg (secondaire)
  - École Guillaume-Mathieu (primaire)
  - École du Parc-Orléans (primaire)
  - École du Rucher (primaire)
  - Fierbourg, centre de formation professionnelle
  - École Joseph-Paquin, spécialisée pour les sourds et les personnes atteintes de troubles sévères du langage (dysphasie).

## Démographie
Lors du recensement de 2016, le portrait démographique du quartier était le suivant :
- sa population représentait 18,7 % de celle de l'arrondissement et 2,8 % de celle de la ville.
- l'âge moyen était de 45,7 ans tandis que celui à l'échelle de la ville était de 43,2 ans.
- 62,2 % des habitants étaient propriétaires et 37,8 % locataires.
- Taux d'activité de 60,1 % et taux de chômage de 4,4 %.
- Revenu moyen brut des 15 ans et plus : 41 736 $.

| 1996   | 2001   | 2006   | 2011   | 2016   | 2021   |
| ------ | ------ | ------ | ------ | ------ | ------ |
| 16 085 | 15 445 | 15 675 | 15 485 | 15 130 | 15 975 |